# Schottischer Liebstöckel
Schottischer Liebstöckel oder Schottische Mutterwurz (Ligusticum scothicum) ist eine Pflanzenart aus der Gattung Ligusticum innerhalb der Familie der Doldenblütler (Apiaceae). Sie gedeiht in der Nähe der Küsten Nordeuropas und des nordöstlichen und -westlichen Nordamerikas sowie im südwestlichen und östlichen Ostasien. Sie kommt in Felsspalten und felsigen Graslandschaften vor.

## Beschreibung

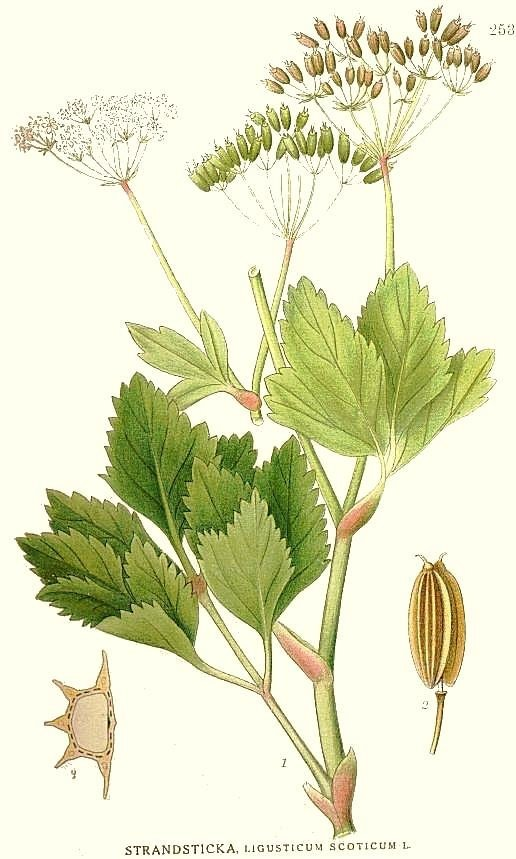
Illustration

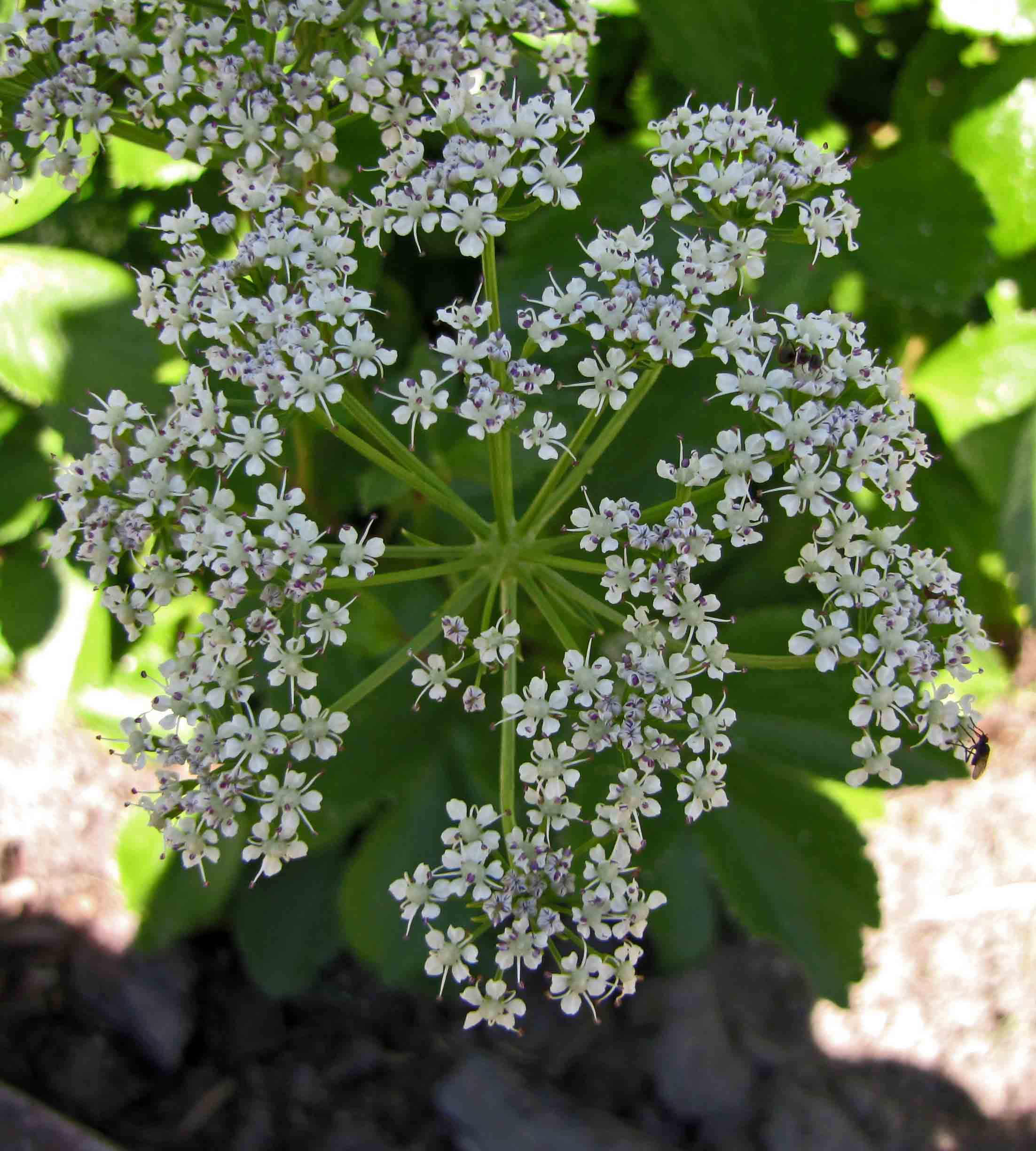
Doppeldoldiger Blütenstand

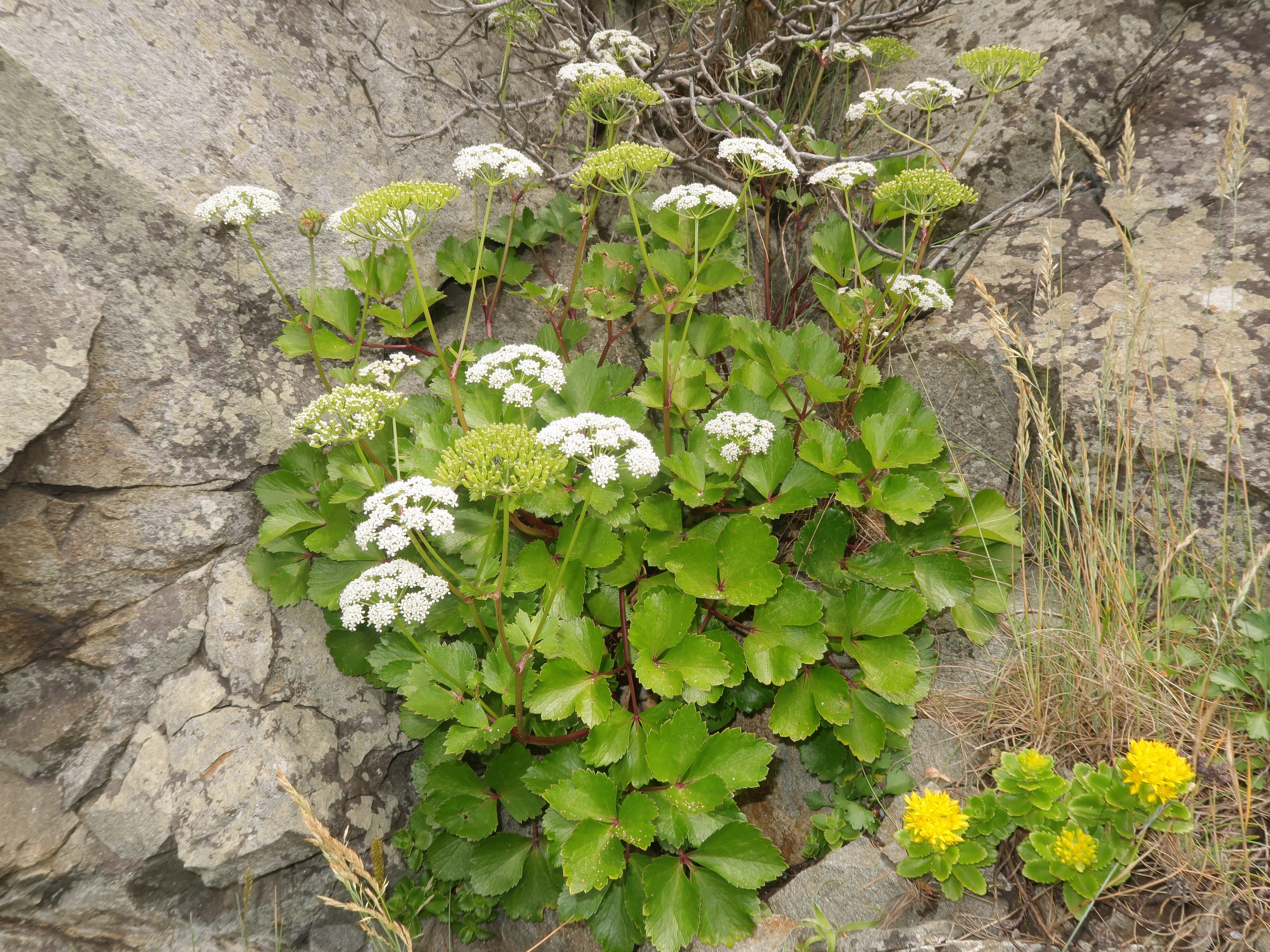
Ligusticum scothicum subsp. hultenii in Japan

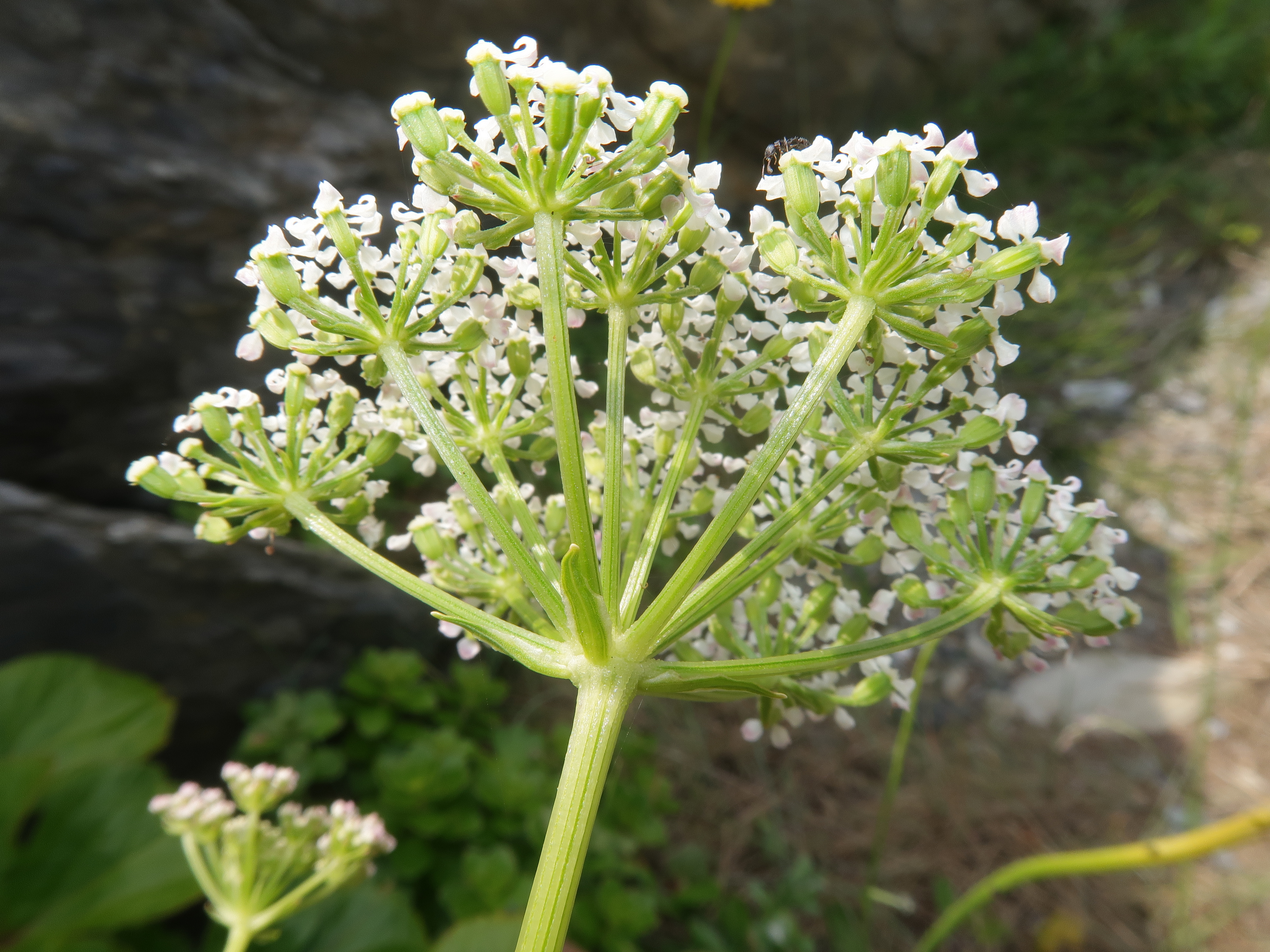
Ligusticum scothicum subsp. hultenii, Blütenstand

### Vegetative Merkmale
Schottischer Liebstöckel ist eine ausdauernde, krautige Pflanze, die Wuchshöhen von 15 bis 60 Zentimeter, selten bis 90 Zentimeter erreicht. Die oft mehr oder weniger rötlichen Stängel sind kahl, hohl und rippig und verzweigen sich selten.
Die wechselständig angeordneten Laubblätter sind 5 bis 20 Zentimeter lang und in Blattscheide, Blattstiel sowie -spreite gegliedert. Die Blattspreite ist meist doppelt dreizählig, wobei jeder Blattlappen 2 bis 5 Zentimeter lang ist. Die Lappen können gezähnt, gesägt oder gelappt sein, die Zähne sind teils feinstachelspitzig.

### Generative Merkmale
Jede Pflanze entwickelt zwei bis fünf Blütenstände. Der doppeldoldige Blütenstand weist einen Durchmesser von 4 bis 6 Zentimetern auf. Es gibt acht bis zwölf primäre sowie einige sekundäre Doldenstrahlen. Es sind Hüllen und Hüllchen ausgebildet; sie sind ein- bis sieben-blättrig und bestehen aus linealischen Blättchen.
Jede kleine Blüte ist zwittrig und besitzt eine doppelte Blütenhülle. Sie ist fünfzählig und hat einen Durchmesser von etwa 2 Millimeter. Die Kronblätter sind weiß oder zart rosa. Die einzelnen Spaltfrüchte mit Karpophor sind 4 bis 7 Millimeter lang, die mit Vittae (Ölzellen) ausgestatteten und schwimmfähigen Teilfrüchte besitzen fünf erhabene Rippen.
Blütezeit ist in Dänemark der Juli.

## Standortbedingungen auf den Britischen Inseln und Ökologie
Innerhalb der Britischen Inseln kommt Schottischer Liebstöckel nur an Küsten vor, an denen die Jahresdurchschnittstemperatur unter 15 °C liegt, und diese Grenze dürfte auch in anderen Teilen des Verbreitungsgebiets dieser Art gelten. Gegen das südliche Ende ihres Verbreitungsgebiets gedeiht Ligusticum scothicum an südexponierten Standorten nur schlecht.
Ligusticum scothicum wächst in Felsspalten, wo sie dann teils der einzige Repräsentant der Gefäßpflanzen ist, sowie in Graslandgemeinschaften auf Klippen, die von Gewöhnlichem Rot-Schwingel und Strand-Wegerich dominiert werden. Schottischer Liebstöckel verträgt keine Beweidung und wird durch nistende Seevögel geschädigt. Er kommt daher nur selten auf Vogelfelsen oder bei Anwesenheit grasender Schafe und Kaninchen vor. Er ist jedoch tolerant gegenüber Salzwassersprühnebel und sein Wachstum verbessert sich nachweislich, wenn er verdünntes Meerwasser bekommt. Ligusticum scothicum stellt keine hohen Bodenansprüche, bevorzugt allerdings durchlässige Böden an möglichst sonnigen Standorten und gedeiht nicht im Schatten.
Die Blätter von Schottischem Liebstöckel sind frosttolerant und sterben jeden Winter ab, wachsen aber im folgenden Frühjahr sehr schnell wieder nach. Auf den Britischen Inseln blüht Schottischer Liebstöckel von Juni bis August, und die Samen sind im Oktober oder November reif; der Zeitpunkt wird in höheren Breitengraden voraussichtlich später liegen. Die Blüten von Schottischem Liebstöckel werden von „generalistischen“ Bestäubern, meist Fliegen, besucht.

## Systematik und Verbreitung
Die Erstveröffentlichung von Ligusticum scothicum erfolgte 1753 durch Carl von Linné in seinem Werk Species Plantarum, Tomus I, S. 250. Linné verwendete ursprünglich das Epitheton scothicum, die alternative Schreibweise scoticum orth. var. von Linné 1759 muss korrigiert werden.
Bei manchen Autoren gibt es von Ligusticum scothicum zwei Unterarten:
- Ligusticum scothicum subsp. hultenii (Fernald) Calder & Roy L.Taylor:[1] Sie kommt in Alaska, in British Columbia, in Japan, Korea und im östlichen Ostrussland vor.[4]
- Ligusticum scothicum L. subsp. scothicum: Sie besitzt ein disjunktes Areal, das sich von Norwegen, Schweden, Südfinnland, Dänemark und dem nordwestlichen Russland bis zu den Britischen Inseln bis nach Island und Westgrönland sowie in Neuengland und Nunavut erstreckt.[5] Ligusticum scothicum subsp. scothicum gilt in den US-Staaten Connecticut und New York als gefährdet.[6]

## Verwendung
Ligusticum scothicum ist roh und gekocht essbar und wurde früher in Großbritannien häufig gegessen, sowohl zur Ernährung als auch zur Bekämpfung von Skorbut. Es werden Blätter, Blüten, junge Schösslinge, geschälte Stängel und Wurzeln verzehrt, wobei die Blätter zur Milderung des unangenehmen, starken Geschmacks oft blanchiert und Wurzeln oder Schösslinge gelegentlich kandiert werden. Die Nutzung als Gewürzpflanze lebt auf. Es existieren moderne Züchtungen mit verbessertem Geschmack, die auch als Staudensilie vermarktet werden. Der Schottische Liebstöckel bildet die Verbindung Sotolon, die auch im Bockshornklee vorkommt. Schottischer Liebstöckel schmeckt und riecht wie Petersilie oder Sellerie, die Samen schmecken ähnlich wie die vom Bockshornklee oder Kreuzkümmel.
Medizinisch wird das Kraut bei der Behandlung von Gebärmutterkrankheiten eingesetzt. Die Samen wurden als Karminativum, Deodorant und Stimulans verwendet.
Durch die mögliche Hybridbildung mit tödlich giftigen Wasserschierlingen kann eine innere Anwendung von Pflanzenteilen aus Wildsammlung bei unzureichender Bestimmung gefährlich sein.